# The Movie Archives
The Movie Archives（ザ・ムービー・アーカイブス）とは、東京にて結成されたメロディック・ハードコア〜オルタナティヴ・ロックバンドである。

## 最終メンバー
- 真行寺貴秋 - (ボーカル/ベース)　現BRADIO
- 河合伸哉 - (ギター)
- 佐藤潤治 - (ギター)
- 田邊有希 - (ドラム) 　元BRADIO

## 略歴
2005年8月、真行寺貴秋の呼びかけで結成。バンド名はインタビューにて「自分達が、映画のようにドラマティックなバンドになりたいっていうところからMOVIEって言葉が出てきたんですね。それでその後にくっつける言葉の響きとして「アーカイブ」って言葉がしっくりきたし、様々な映画の倉庫みたいにバラエティに富んだバンドになっていきたいって言う意味も込めてですね。」と語っている。そして、2006年インディーズレーベルのThistime Recordsと契約を結び、2007年9月にミニ・アルバム『The Distorted Theater』でデビューを飾った。「The Distorted Theater Tour」と銘打ったリリース・ツアーは40本、ライブは年間100本近くに及んだ。
2008年埼玉県上尾市の音楽スタジオStudio Sound Crewにて約1ヶ月にも及ぶレコーディングを敢行し、ミックスにStudio Sound Crew清野修、マスタリングにELLEGARDENやBEAT CRUSADERSなど数々の名パンクアルバムを手がけたparasight masteringのタッキーこと滝口博達を迎え、1stフルアルバム『Splendor』をリリースした（2009年1月）。オルガンやオーケストラを導入しメロディック・ハードコアの枠では語りきれないと絶賛される。
『Splendor』ツアー後次回作の制作に入ってたと伝えられるも、2010年突如解散を発表した。真行寺貴秋と田邊有希はBRADIOを結成。

## ディスコグラフィー

### アルバム
| 発売日        | タイトル | レーベル         | チャート最高位                                              |
| 2009年1月14日 | Splendor | Thistime Records | TOWER RECORDS ジャパニーズ ロック&ポップス インディーズ 5位 |

### EP
| 発売日        | アタイトル            | レーベル         | チャート最高位 |
| 2007年9月12日 | The Distorted Theater | Thistime Records | -              |